# Chiến tranh chống khủng bố
Chiến tranh chống khủng bố hay Chiến tranh toàn cầu chống khủng bố (tiếng Anh: War on Terror hay Global War on Terrorism) là một thuật ngữ được sử dụng lần đầu tiên bởi Tổng thống Hoa Kỳ George W. Bush và những nhân viên cao cấp Hoa Kỳ để chỉ đến xung đột toàn cầu quân sự, chính trị, luật pháp, và tư tưởng chống các tổ chức được coi là khủng bố, cũng như những chính quyền và cá nhân hỗ trợ hay có liên quan đến họ. Thuật ngữ này chủ yếu chỉ đến các tổ chức khủng bố Hồi giáo chống Hoa Kỳ, nhất là tổ chức al-Qaeda, với mục đích "kết thúc Chủ nghĩa khủng bố quốc tế" đáp trả lại vụ tấn công vào Mỹ ngày 11 tháng 9 năm 2001 do al-Qaeda tiến hành.
Dưới thời của chính quyền Tổng thống Barack Obama (20/1/2009-20/1/2017), thuật ngữ mới được sử dụng là Overseas Contingency Operation (tạm dịch "Chiến dịch Ngẫu nhiên Hải ngoại") nhưng thuật ngữ "Chiến tranh chống khủng bố" vẫn được sử dụng thông thường trong chính trị, báo chí, và một số cơ quan chính phủ, vì thế có các Huân chương Phục vụ Chiến tranh toàn cầu chống khủng bố (Global War on Terrorism Service Medal) của Quân đội Hoa Kỳ.
Tổng thống Barack Obama đã quyết định rằng sẽ không sử dụng thuật ngữ "Chiến tranh chống khủng bố" sau khi nhậm chức đồng thời tuyên bố rằng vai trò của Hoa Kỳ đã kết thúc ở Afghanistan.